# Fernando da Silva Cardozo
 Fernando Cardozo  (Pelotas, Río Grande del Sur; 17 de marzo de 1979) es un exfutbolista profesional brasileño, se desempeñaba en el terreno de juego como defensa central y su último equipo fue el Clube Esportivo de Bento Gonçalves del Campeonato Gaúcho.

## Clubes

### Como jugador
| Club                               | País     | Año       |
| ---------------------------------- | -------- | --------- |
| Sport Club Internacional           | Brasil   | 2000-2001 |
| Esporte Clube Juventude            | Brasil   | 2001-2002 |
| Sport Club Internacional           | Brasil   | 2002-2003 |
| Clube Desportivo Nacional          | Portugal | 2003-2007 |
| Club Sport Marítimo                | Brasil   | 2007-2009 |
| Leixões Sport Club                 | Portugal | 2009-2010 |
| Esporte Clube Pelotas              | Brasil   | 2011-2012 |
| Grêmio Esportivo Brasil            | Brasil   | 2013-2016 |
| Clube Esportivo de Bento Gonçalves | Brasil   | 2017-2018 |